# 天主教圣贝纳迪诺教区
天主教聖貝納迪諾教區（拉丁語：Dioecesis Sancti Bernardi）是美國一個羅馬天主教教區，屬洛杉磯總教區。教區於1967年7月14日成立。
教區範圍包括加州東南部兩個縣。2004年有教友1,017,196人、九十七個堂區、244名司鐸。現任主教為吉拉·利則·巴恩斯，助理主教為亞爾伯·羅哈斯，榮休輔理主教為魯蒂利奧·若望·德爾-列戈-哈涅斯。